# Mill Brook (dopływ Mill Creek)
Mill Brook (do 20 stycznia 1976 Mill Creek) – strumień (brook) w kanadyjskiej prowincji Nowa Szkocja, w hrabstwie Cape Breton, płynący w kierunku północno-wschodnim i uchodzący do zatoki Mill Creek; nazwa Mill Creek urzędowo zatwierdzona 10 października 1953 (dla cieku obejmującego także obszar pływów – ten ostatni utrzymał po 20 stycznia 1976 nazwę Mill Creek).